# العبدة (مذيخرة)

تعديل مصدري - تعديل

العبدة محلة تابعة لقرية حبز، التابعة لعزلة حمير بمديرية مذيخرة إحدى مديريات محافظة إب في الجمهورية اليمنية.، بلغ تعداد سكانها 60 حسب تعداد اليمن لعام 2004.